# Щетинин, Василий Григорьевич Борода
Князь Василий Григорьевич Щетинин по прозванию Борода — голова и воевода во времена правления Фёдора Ивановича, Бориса Годунова и Смутное время.
Из княжеского рода Щетининых. Младший сын князя Григория Ивановича Щетинина по прозванию «Кожан». Имел братьев, князей: Ивана и Андрея Григорьевичей.

## Биография
В 1589 году второй воевода в Нежине. В 1590 году первый воевода в Михайлове. В 1592 году голова войск правой руки в походе в Новгород и под Выборг при князе Фёдоре Ноготкове, а после сходный воевода Передового полка в походе из Орла в Тулу. В 1593 году голова в Ливнах при князе Хворостине, для размена крымских послов. В 1594 году второй воевода в Терках. В 1596 году второй воевода Сторожевого полка в Крапивне. В 1597 году второй воевода в Шацке, а после сходный воевода Передового полка окраиных войск, разбил татар пришедших в рязанские места. В 1598-1600 годах второй воевода в Терках, а в 1601 году первый воевода в Рязани. В 1603 году второй объезчик в Москве, в Белом городе от Неглинной до Покровки. В этом же году послан на заставу, но в какой должности не показан. В 1604 году воевода Передового полка в Новосиле, а после воевода Сторожевого полка в Ливнах. В 1605 году, когда Лжедмитрий I пошёл к Москве с Тулы, то князь Василий Григорьевич второй воевода войск левой руки в возвратном походе к Москве и велено ему стоять в Переславле с Бутурлиным. В 1606 году второй воевода Сторожевого полка в Ливнах.

## Семья
От брака с неизвестной имел детей:
- Князь Щетинин Михаил Васильевич — первый воевода Передового полка в Михайлове (1624), воевода Сторожевого полка в Крапивне «по крымским вестям» (1634).

## Критика
В поколенной росписи родословной книги поданной в 1682 году в Палату родословных дел, у князя Григория Ивановича Щетинина «Кожан» показаны только два сына, князья: Иван и Андрей Григорьевичи, а князь Василий Григорьевич «Борода» — отсутствует.